# Skyros (ort)
Skyros är en kommunhuvudort i Grekland.   Den ligger i prefekturen Nomós Evvoías och regionen Grekiska fastlandet, i den östra delen av landet, 130 km nordost om huvudstaden Aten. Skyros ligger 49 meter över havet och antalet invånare är 1 732. Den ligger på ön Nísos Skýros.
Terrängen runt Skyros är huvudsakligen kuperad, men åt nordost är den platt. Havet är nära Skyros åt nordost. Det finns inga andra samhällen i närheten. 